# RBA
RBA es un grupo de comunicación español fundado en Barcelona en 1981 con presencia en la edición de libros, revistas y coleccionables. Su presidente es Ricardo Rodrigo Amar, que también posee el 85% de las acciones del grupo. Actualmente (2014) edita 28 revistas, entre ellas Lecturas, Saber Vivir, El Mueble, la edición española de National Geographic, la edición portuguesa de Elle y la satírica El Jueves. En libros dispone de un fondo de 4000 títulos, en su mayoría conseguidos mediante la adquisición de otras editoriales.

## Historia
La empresa fue fundada en 1981 por el empresario argentino Ricardo Rodrigo Amar, Carmen Balcells, agente literaria, y Roberto Altarriba, exdirectivo de la editorial Bruguera. RBA es el acrónimo formado por las iniciales de sus tres apellidos. Una de sus primeras colecciones de libros fue Narrativa Actual, de literatura contemporánea (1992).
En 1991 inició su actividad RBA Coleccionables S. A. lanzando la colección de Cousteau sobre el mundo submarino. Otro producto importante de esta división fue, en 2003, una colección que incorporaba un esqueleto humano a escala, de la que se vendieron más de 30 millones de piezas en 28 países de todo el mundo.
En la década de los 1990 lanzó la revista El Mueble (1993) y la edición española de National Geographic Magazine (1997). En 1998 los accionistas individuales compraron el 50% de las acciones que tenía Planeta deAgostini. Ese mismo año la actividad de libros fue separada en una división aparte, RBA Libros.
A partir del año 2000, RBA comenzó una serie de adquisiciones de editoriales que la llevaron a aumentar considerablemente de tamaño. Entre otras compró Edicions de la Magrana, de literatura en catalán (2000); la editorial Molino (2004); las revistas Nuevo Estilo y Micasa (2004); las revistas L'Avenç y Saber Vivir, nacida del programa de TVE del mismo nombre (2005); la editorial Serres (2005); la editorial Gredos de clásicos griegos y latinos (2006); el 60% de El Jueves, revista de humor y sátira política (2006); la revista de informática PC Actual. En 2007 RBA fusionó su división de revistas con Edipresse Hymsa, editora de Semana y Lecturas, y dos años después le compró a Edipresse su 33% de participación en la empresa fusionada.
RBA inició en 2006 una diversificación hacia el sector audiovisual con la compra del 50% de la productora Órbita Max de Jordi Llompart. La expansión internacional se reforzó con alianzas estratégicas tanto en coleccionables —con empresas de Italia y Francia (RCS) y de Reino Unido (Eaglemoss)— como en revistas —por ejemplo, con Bertelsmann—. En 2007 RBA consolidó su filial RBA Portugal y constituyó RBA Italia. En 2007 RBA Audiovisual fichó como consejero delegado al exconsejero de Cultura catalán Ferran Mascarell, que permaneció en el puesto hasta 2010.
El 5 de junio de 2014 la dirección de RBA fue acusada de censura por varios trabajadores de la revista El Jueves. Según denunciaron, la editorial ordenó a la revista retirar una portada dedicada a la reciente abdicación del rey Juan Carlos I, si bien permitió que el tema se tratase en las páginas interiores. Como consecuencia, varios colaboradores presentaron su dimisión, entre ellos los dibujantes Manel Fontdevila, Albert Monteys y Bernardo Vergara y el escritor Isaac Rosa.
En mayo de 2021, RBA vendió a Penguin Random House Grupo Editorial los sellos Molino, La Magrana y Serres. 